# Profesor Ișirkovo, Silistra
Profesor Ișirkovo (în bulgară Професор Иширково, în română Cocina) este un sat în comuna Silistra, regiunea Silistra, Dobrogea de Sud, Bulgaria. 
Între anii 1913-1940 a făcut parte din plasa Silistra a județului Durostor, România.

## Demografie
Componența etnică a satului Profesor Ișirkovo
     Turci (45,2%)
     Bulgari (48,77%)
     Romi (2,35%)
     Nicio identificare (3,22%)
     Altele (0,43%)
La recensământul din 2011, populația satului Profesor Ișirkovo era de 1.146 locuitori. Nu există o etnie majoritară, locuitorii fiind bulgari (48,77%), turci (45,2%) și romi (2,35%). Pentru 3,22% din locuitori nu este cunoscută apartenența etnică.